# Metone (Pièria)
|  | Aquest article tracta sobre la localitat de la regió de Macedònia. Si cerqueu la ciutat de Messènia, al Peloponès, vegeu «Modona». |

Metone (en grec antic Μεθώνη) era una ciutat de la regió de Pièria de Tràcia a Macedònia, al golf Termaic, esmentada al Periple d'Escílax de Carianda. Segons Plutarc va ser una antiga colònia grega establerta a aquesta costa probablement per Erètria, cap a l'any 725 aC.
Atenes va ocupar la ciutat en temps del rei Perdicas II de Macedònia (454 aC-413 aC) per impedir que fos assolada pel rei i per donar refugi als macedonis descontents, diu Tucídides.
El 354 aC o potser el 353 aC la ciutat, que era la darrera possessió atenenca a la zona, va sofrir l'atac de Filip II de Macedònia. Els atenencs la feien servir com a base per interceptar el comerç dels macedonis i d'Olint i Potidea. Després d'un llarg setge la ciutat es va haver de rendir, i els defensors van poder sortir lliurement. Filip va fer arrasar les fortificacions i les terres es van repartir entre colons macedonis. El rei va perdre un ull en aquest setge, segons Diodor de Sicília, Estrabó i altres.
Leake la situa a Elefthero-khóri, a uns 3 km de la costa.